# Kosa Pan

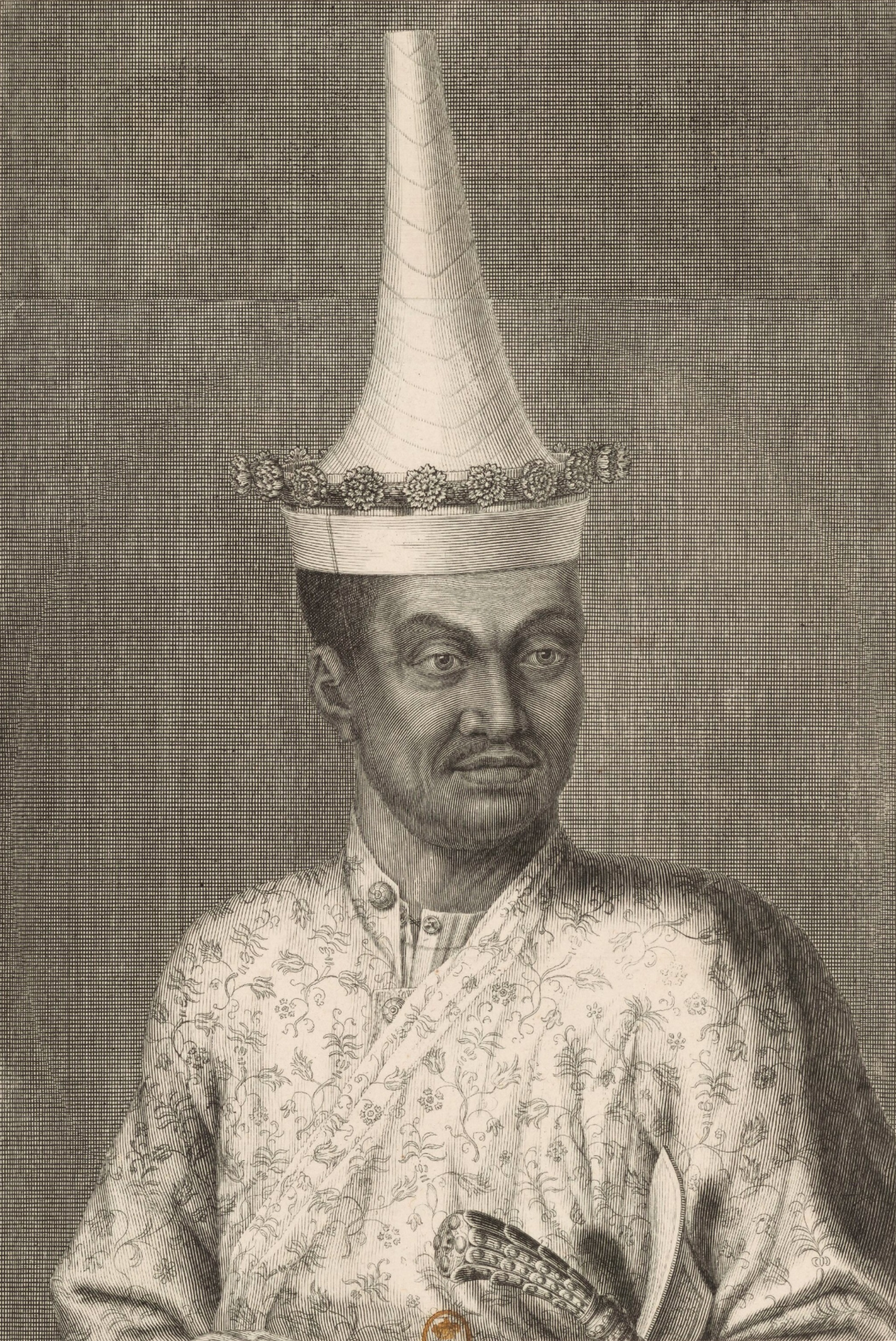
Kosa Pan (franz. Bildnis von 1686)

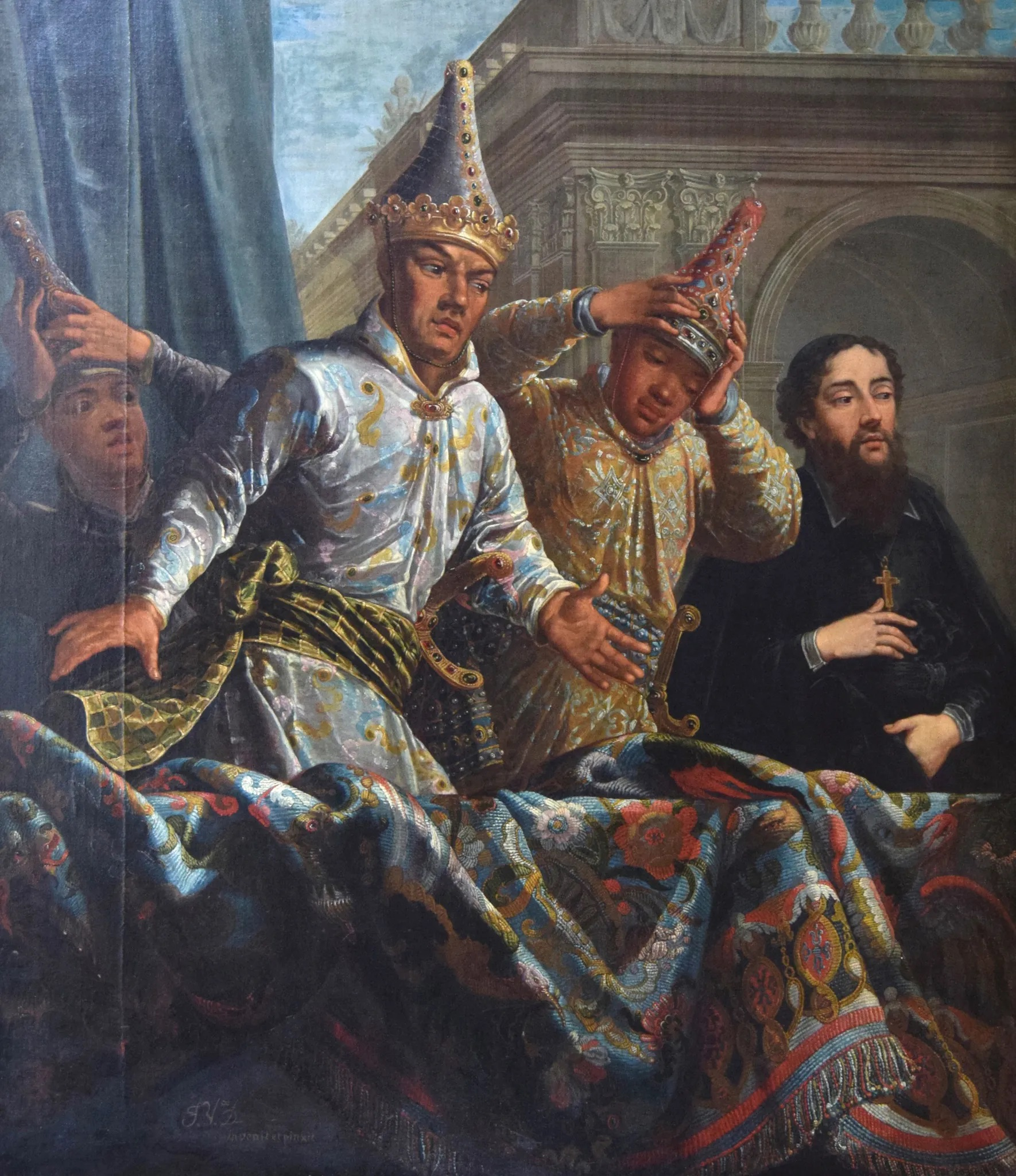
Siamesische Gesandtschaft am französischen Hof 1686, Gemälde von Jacques Vigouroux Duplessis (frühes 18. Jahrhundert)

Chaophraya Kosathibodi (Thai: เจ้าพระยาโกษาธิบดี, [t͡ɕâw pʰrájaː koːsǎːtʰíbɔːdiː], "Minister für Äußere Angelegenheiten und Handel", eigentlich Pan (ปาน, [paːn]) oder mit Beinamen Kosa Pan (โกษาปาน, [koːsǎː paːn]); * vor 1650; † 1700 in Ayutthaya) war ein siamesischer Diplomat und Staatsmann. Er wurde bekannt durch seine erfolgreiche diplomatische Mission von Siam nach Europa im Jahr 1686.

## Verwandtschaft
Kosa Pan war der jüngere Bruder des Phraklang (Finanzminister) Lek (เหล็ก) († 1683) und ein Neffe des Königs Ekathotsarot (reg. 1605 bis 1610). Es wird angenommen, dass Kosa Pan und sein Bruder die gleiche Amme wie der spätere König hatten, so dass sie besondere Gunstbezeugungen genossen. Zu seinen späten Nachkommen zählt der Begründer der Chakri-Dynastie in Siam, König Rama I. (reg. 1782 bis 1809).

## Gesandtschaft nach Frankreich 1686

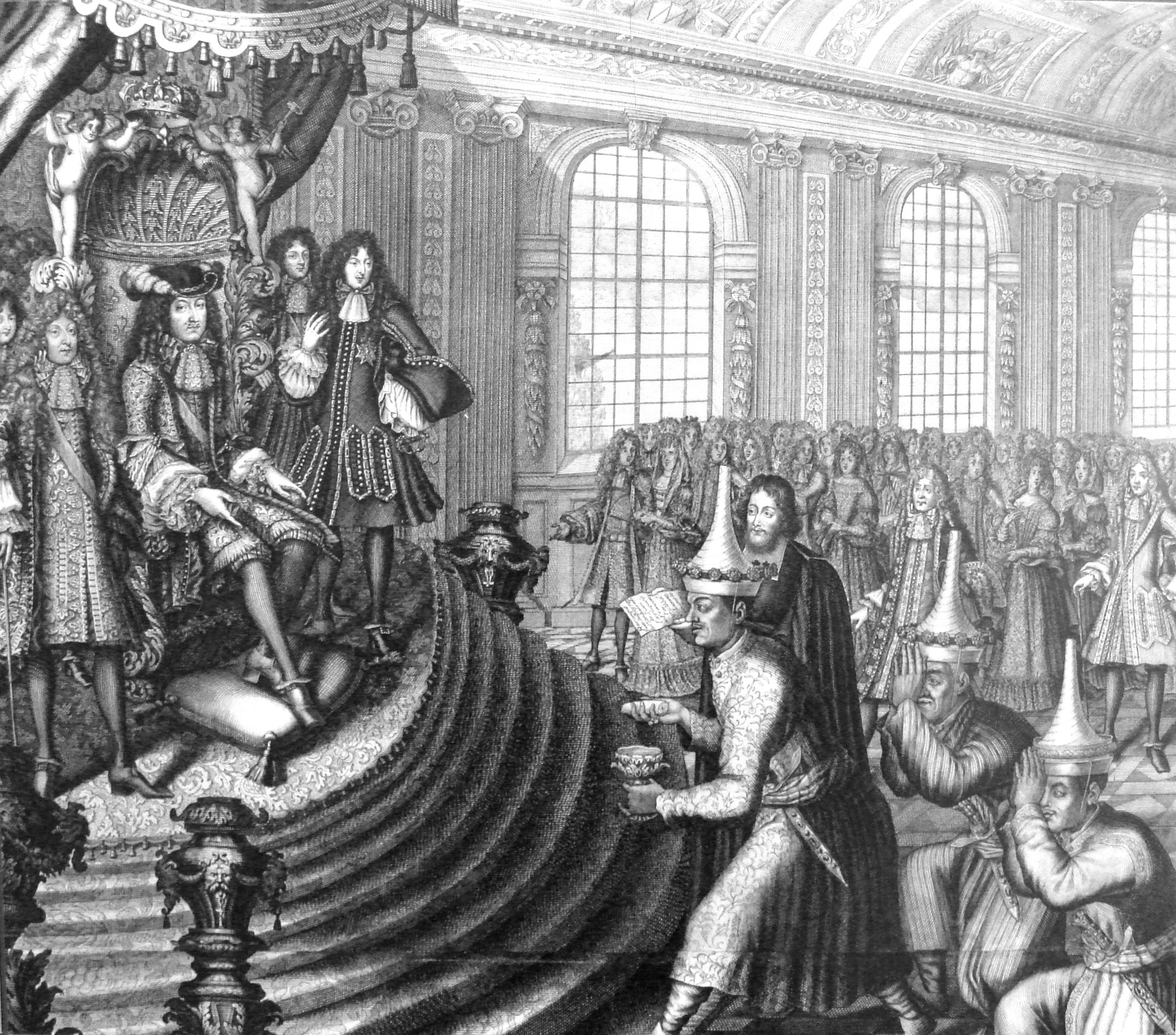
Siamesische Gesandtschaft am Hof von Versailles (1686)

1686 wurde Kosa Pan, der damals den feudalen Titel Ok-Phra Wisut Sunthon trug, von König Narai dem Großen (reg. 1656 bis 1688) mit zwei weiteren Gesandten nach Europa geschickt (Ok-Luang Kanlaya Ratchamaitri und Ok-Khun Sisawan Wacha), um freundschaftliche Beziehungen zu Frankreich aufzubauen oder zu vertiefen. Die Siamesen begleiteten Alexandre de Chaumont (1640 bis 1710) und François-Timoléon de Choisy nach Frankreich, die 1685 nach Siam gekommen waren. Daneben war auch der Jesuit Guy Tachard auf der Rückreise nach Frankreich. Kosa Pan und seine Gesellschaft brachten das Anerbieten einer ewigen Allianz zwischen Siam und Frankreich. Er blieb zwischen Juni 1686 und März 1687 in Europa.
Die Mission von Kosa Pan erregte großes Aufsehen, nicht nur in Frankreich, sondern in ganz Europa. Man landete in Brest und begab sich auf eine Reise bis nach Versailles zu König Ludwig XIV.

## Siamesische Revolution von 1688
Kosa Pan wurde nach seiner Rückkehr nach Ayutthaya einer der wichtigsten Unterstützer von Phetracha, dem Gegenspieler von König Narai. Phetracha schaltete Narai aus und verwies die Franzosen des Landes. Kosa Pan wurde sein Phraklang (Außen- und Handelsminister). 1690 traf er mit dem deutschen Gelehrten Engelbert Kaempfer zusammen, der sich auf einer langen Asienreise befand.

## Späteres Leben
1699 empfingen Phetracha und Kosa Pan den Jesuitenpater Guy Tachard, doch blieb es bei einem formellen Austausch. Kurze Zeit später fiel Kosa Pan in Ungnade und starb im Juni 1700 an den Folgen von Misshandlungen. Nach anderen Angaben tötete er sich selbst.